# Mahmoud Abdeen
Mahmoud Abdeen (in arabo محمود عابدين‎?; Amman, 23 dicembre 1987) è un cestista giordano.

## Carriera
Con la Giordania ha disputato i Campionati mondiali del 2019 e quattro edizioni dei Campionati asiatici (2011, 2013, 2015, 2017).